# Lista monumentelor ocrotite de stat din raionul Rezina
Lista monumentelor din raionul Rezina cuprinde monumentele patrimoniului cultural din raionul Rezina înscrise în Registrul monumentelor Republicii Moldova ocrotite de stat.
Registrul monumentelor Republicii Moldova ocrotite de stat a fost aprobat prin Hotărârea Parlamentului nr. 1531-XII împreună cu Legea nr. 1530-XII privind ocrotirea monumentelor RM din 22 iunie 1993. În Monitorul Oficial nr. 1 din 1994 a fost publicată doar Legea, fără a include însă și Registrul, care a fost publicat mult mai târziu, la 2 februarie 2010. A nu se confunda cu Registrul arheologic național sau cel al monumentelor de for public, care sunt liste diferite ce vizează doar anumite compartimente ale patrimoniului cultural, întocmite în baza unor legi separate.
Lista completă este menținută și actualizată periodic de către Ministerul Culturii din Republica Moldova, dar înainte ca modificările să intre în vigoare acestea trebuie să fie aprobate de către Parlament. Această listă este menită să cuprindă și actualizările ulterioare.
| Nr.    | Localizare                                                                  | Denumire                                                                                       | Datare                            | Tip | Însemnătate | Imagine                 | Erori             |
| ------ | --------------------------------------------------------------------------- | ---------------------------------------------------------------------------------------------- | --------------------------------- | --- | ----------- | ----------------------- | ----------------- |
| 1828   | Rezina                                                                      | Biserica „Adormirea Maicii Domnului”                                                           | 1859                              | At  | L           | Încarcă foto            | Raportează eroare |
| 1830   | Rezina 47°44′47″N 28°58′32″E / 47.746319891808°N 28.975571950875°E          | Monument în memoria a 123 consăteni căzuți în 1941-1945                                        |                                   | Is  | L           | Încarcă foto            | Raportează eroare |
| 1832.1 | Buciușca 47°38′13″N 28°59′16″E / 47.636937563965°N 28.987913393907°E        | Biserica „Sf. Arhangheli Mihail și Gavriil”                                                    | 1913–1916                         | At  | N           | Încarcă foto            | Raportează eroare |
| 1835   | Bușăuca 47°35′38″N 28°47′45″E / 47.593882203379°N 28.79579770882°E          | Biserica „Sf. Arhanghel Mihail”                                                                | 1868                              | At  | L           | Încarcă foto            | Raportează eroare |
| 1836   | Bușăuca                                                                     | Monument în memoria a 58 consăteni căzuți în 1941-1945                                         | 1975                              | Is  | L           | Încarcă foto            | Raportează eroare |
| 1841   | Cinișeuți 47°41′41″N 28°51′53″E / 47.694728496495°N 28.864796450215°E       | Biserica „Acoperământul Maicii Domnului”                                                       | 1825                              | At  | L           | galerie \| Încarcă foto | Raportează eroare |
| 1842   | Cinișeuți 47°41′49″N 28°52′19″E / 47.697024241077°N 28.872062677961°E       | Moară                                                                                          | sf. sec. XIX                      | At  | L           | galerie \| Încarcă foto | Raportează eroare |
| 1843   | Cinișeuți                                                                   | Monument în memoria a 125 ostași consăteni căzuți în 1941-1945                                 | 1977                              | Is  | L           | Încarcă foto            | Raportează eroare |
| 1844   | Cinișeuți                                                                   | Mormânt comun al ostașilor căzuți în luptă                                                     | 1941                              | Is  | L           | Încarcă foto            | Raportează eroare |
| 1846   | Ciorna 47°46′17″N 28°58′48″E / 47.771278251478°N 28.979936610993°E          | Biserica „Sf. Arhanghel Mihail”                                                                | 1849                              | At  | L           | Încarcă foto            | Raportează eroare |
| 1857   | Cogîlniceni 47°38′07″N 28°49′28″E / 47.635151664217°N 28.82440780667°E      | Biserica „Sf. Nicolae”. La cimitir                                                             | 1845                              | At  | N           | Încarcă foto            | Raportează eroare |
| 1859   | Cogîlniceni                                                                 | Monument în memoria a 8 consăteni căzuți în 1941-1945                                          |                                   | Is  | L           | Încarcă foto            | Raportează eroare |
| 1862   | Cuizăuca 47°36′48″N 28°48′42″E / 47.613349613279°N 28.811762057046°E        | Biserica „Sf. Arhanghel Mihail”                                                                | 1889                              | At  | L           | Încarcă foto            | Raportează eroare |
| 1862A  | Cuizăuca                                                                    | Monument în memoria a 14 ostași consăteni căzuți în 1941-1945                                  | 1967                              | Is  | L           | Încarcă foto            | Raportează eroare |
| 1863   | Cuizăuca                                                                    | Sculptură populară                                                                             | sec. XIX                          | Ar  | L           | Încarcă foto            | Raportează eroare |
| 1867   | Echimăuți 47°41′15″N 28°54′01″E / 47.687482514457°N 28.90018386666°E        | Biserica „Nașterea Sf. Ioan Botezătorul”                                                       | 1845                              | At  | L           | Încarcă foto            | Raportează eroare |
| 1869   | Echimăuți                                                                   | Monument în memoria a 95 consăteni căzuți în 1941-1945                                         | 1968                              | Is  | L           | Încarcă foto            | Raportează eroare |
| 1871   | Ghiduleni 47°36′48″N 28°44′45″E / 47.613360320148°N 28.745805940471°E       | Biserica „Sf. Dumitru”                                                                         | sec. XIX                          | At  | L           | Încarcă foto            | Raportează eroare |
| 1872   | Ghiduleni                                                                   | Monument comemorativ de război (1941-1945)                                                     |                                   | Is  | L           | Încarcă foto            | Raportează eroare |
| 1873   | Gordinești 47°41′26″N 28°48′31″E / 47.690596256083°N 28.808612537086°E      | Biserica „Toți Sfinții”                                                                        | 1845                              | At  | L           | Încarcă foto            | Raportează eroare |
| 1874   | Gordinești 47°41′28″N 28°48′09″E / 47.691118417638°N 28.802463047533°E      | Monument în memoria a 33 consăteni căzuți în 1941-1945                                         | 1988                              | Is  | L           | Încarcă foto            | Raportează eroare |
| 1877   | Horodiște 47°36′35″N 28°56′44″E / 47.609695450611°N 28.94566736645°E        | Biserica „Înălțarea Domnului”                                                                  | 1925                              | At  | L           | galerie \| Încarcă foto | Raportează eroare |
| 1879   | Horodiște 47°36′30″N 28°56′51″E / 47.608288532027°N 28.94741346063°E        | Monument în memoria a 90 consăteni căzuți în 1941-1945                                         | 1968                              | Is  | L           | galerie \| Încarcă foto | Raportează eroare |
| 1881   | Ignăței 47°40′49″N 28°39′42″E / 47.680318311299°N 28.661541220621°E         | Biserica „Nașterea Maicii Domnului”                                                            | 1858                              | At  | N           | Încarcă foto            | Raportează eroare |
| 1882   | Ignăței                                                                     | Monument în memoria consătenilor căzuți în 1941-1945                                           | 1980                              | Is  | L           | Încarcă foto            | Raportează eroare |
| 1885   | Lalova 47°33′01″N 29°01′00″E / 47.55022105419°N 29.0167629803°E             | Biserica „Sf. Nicolae”                                                                         | mijl. sec. XIX                    | At  | L           | galerie \| Încarcă foto | Raportează eroare |
| 1886   | Lalova 47°33′47″N 29°01′19″E / 47.563166947263°N 29.021973488381°E          | Biserica „Sf. Cuvioasă Paraschiva”                                                             | 1845                              | At  | N           | galerie \| Încarcă foto | Raportează eroare |
| 1887   | Lalova                                                                      | Masa pomenirii. La biserică                                                                    | sec. XIX                          | Ar  | L           | Încarcă foto            | Raportează eroare |
| 1888   | Lalova                                                                      | Monument în memoria a 32 consăteni căzuți în 1941-1945                                         | 1975                              | Is  | L           | Încarcă foto            | Raportează eroare |
| 1895   | Lipceni 47°48′33″N 28°52′07″E / 47.809101888036°N 28.868626805464°E         | Biserica „Sf. Nicolae”                                                                         | sec. XIX                          | At  | N           | Încarcă foto            | Raportează eroare |
| 1902   | Mateuți                                                                     | Monument în memoria consătenilor căzuți în 1941-1945                                           | 1965                              | Is  | L           | Încarcă foto            | Raportează eroare |
| 1904   | Mateuți 47°48′12″N 28°55′42″E / 47.803284817346°N 28.928350327914°E         | Tunel la calea ferată                                                                          | sf. sec. XIX                      | Is  | L           | Încarcă foto            | Raportează eroare |
| 1905   | Meșeni 47°39′39″N 28°38′15″E / 47.660713732917°N 28.637386610319°E          | Biserica „Adormirea Maicii Domnului”                                                           | 1833                              | At  | L           | Încarcă foto            | Raportează eroare |
| 1907   | Mincenii de Jos                                                             | Biserica „Sf. Cuvioasă Paraschiva”                                                             | 1873                              | At  | L           | Încarcă foto            | Raportează eroare |
| 1908   | Mincenii de Jos                                                             | Monument în memoria a 19 consăteni căzuți în 1941-1945                                         |                                   | Is  | L           | Încarcă foto            | Raportează eroare |
| 1909   | Mincenii de Sus                                                             | Monument în memoria a 18 consăteni căzuți în 1941-1945                                         |                                   | Is  | L           | Încarcă foto            | Raportează eroare |
| 1910   | Otac 47°35′16″N 28°49′40″E / 47.587640570367°N 28.82767774434°E             | Biserica „Sf. Ilie”                                                                            | 1922                              | At  | L           | galerie \| Încarcă foto | Raportează eroare |
| 1911   | Otac                                                                        | Monument în memoria a 21 consăteni căzuți în 1941-1945                                         | 1967                              | Is  | L           | Încarcă foto            | Raportează eroare |
| 1915   | Păpăuți                                                                     | Monument în memoria a 50 consăteni căzuți în 1941-1945                                         | 1969                              | Is  | L           | Încarcă foto            | Raportează eroare |
| 1916   | Peciște 47°42′53″N 28°42′43″E / 47.714859486491°N 28.711976905831°E         | Biserica „Sf. Luca Evanghelistul”                                                              | 1826                              | At  | N           | Încarcă foto            | Raportează eroare |
| 1920   | Podgoreni 47°33′29″N 28°46′59″E / 47.558028920066°N 28.78299120992°E        | Biserica „Sf. Arhanghel Mihail”                                                                | sec. XIX                          | At  | L           | Încarcă foto            | Raportează eroare |
| 1921   | Podgoreni                                                                   | Monument la mormântul ostașilor căzuți în 1944 și în memoria consătenilor căzuți în 1941-1945  |                                   | Is  | L           | Încarcă foto            | Raportează eroare |
| 1923   | Pripiceni-Răzeși 47°41′07″N 28°45′50″E / 47.685223044426°N 28.76400179617°E | Biserica „Adormirea Maicii Domnului”                                                           | sec. XIX                          | At  | L           | Încarcă foto            | Raportează eroare |
| 1927   | Saharna                                                                     | Biserica „Sf. Arhanghel Mihail”                                                                | 1884                              | At  | L           | Încarcă foto            | Raportează eroare |
| 1931   | Saharna 47°41′12″N 28°58′32″E / 47.686648935315°N 28.975544552026°E         | Conac cu parc al lui Apostolopulo                                                              | sec. XIX                          | At  | L           | galerie \| Încarcă foto | Raportează eroare |
| 1932   | Saharna 47°41′42″N 28°57′56″E / 47.695°N 28.96555556°E                      | Mănăstirea „Sf. Treime”                                                                        | sec. II-XVII, 1776 – înc. sec. XX | At  | N           | galerie \| Încarcă foto | Raportează eroare |
| 1936   | Saharna Nouă 47°40′27″N 28°57′25″E / 47.674177458841°N 28.956852541716°E    | Monument în memoria a 66 consăteni căzuți în 1941-1945                                         | 1965                              | Is  | L           | galerie \| Încarcă foto | Raportează eroare |
| 1937   | Saharna                                                                     | Monument comemorativ de război (1941-1945)                                                     | 1975                              | Is  | L           | Încarcă foto            | Raportează eroare |
| 1938   | Sîrcova 47°44′31″N 28°46′58″E / 47.742012°N 28.78287°E                      | Biserica „Adormirea Maicii Domnului”                                                           | 1898                              | At  | L           | Încarcă foto            | Raportează eroare |
| 1939   | Sîrcova 47°44′31″N 28°47′01″E / 47.741891125702°N 28.783675088129°E         | Monument în memoria a 82 consăteni căzuți în 1941-1945                                         | 1975                              | Is  | L           | Încarcă foto            | Raportează eroare |
| 1942   | Solonceni 47°49′47″N 29°00′31″E / 47.829808870225°N 29.008612386334°E       | Biserica „Înălțarea Sf. Cruci”                                                                 | 1884                              | At  | L           | Încarcă foto            | Raportează eroare |
| 1946   | Solonceni                                                                   | Biserica „Sf. Nicolae”                                                                         | 1875                              | Is  | L           | Încarcă foto            | Raportează eroare |
| 1950   | Tarasova 47°52′39″N 28°57′24″E / 47.877593887258°N 28.956789577665°E        | Biserică                                                                                       | sec. XIX                          | At  | L           | Încarcă foto            | Raportează eroare |
| 1951   | Tarasova                                                                    | Monument la mormântul ostașului căzut în 1944 și în memoria a 26 consăteni căzuți în 1941-1945 | 1970                              | Is  | L           | Încarcă foto            | Raportează eroare |
| 1952   | Trifești 47°40′18″N 28°48′19″E / 47.671705889909°N 28.805335071767°E        | Biserică                                                                                       | sec. XIX                          | At  | L           | Încarcă foto            | Raportează eroare |
| 1956   | Țahnăuți                                                                    | Monument în memoria a 88 consăteni căzuți în 1941-1945                                         | 1985                              | Is  | L           | Încarcă foto            | Raportează eroare |
| 1959   | Țareuca 47°45′02″N 28°52′48″E / 47.750607511437°N 28.880004004862°E         | Biserica „Adormirea Maicii Domnului”                                                           | 1915                              | At  | N           | Încarcă foto            | Raportează eroare |
| 1963   | Țîpova 47°36′11″N 28°59′05″E / 47.60311°N 28.98483°E                        | Mănăstirea rupestră „Adormirea Maicii Domnului”                                                | sec. XII-XVII, XVIII-XX           | At  | N           | galerie \| Încarcă foto | Raportează eroare |
| 1967   | Zahoreni 47°34′38″N 28°43′47″E / 47.577175366991°N 28.729743003674°E        | Biserica „Adormirea Maicii Domnului”                                                           | 1916                              | At  | L           | Încarcă foto            | Raportează eroare |
| 1968   | Zahoreni                                                                    | Monument la mormântul ostașilor căzuți în 1944 și în memoria consătenilor căzuți în 1941-1945  |                                   | Is  | L           | Încarcă foto            | Raportează eroare |